# بوب هيل
بوب هيل (بالإنجليزية: Bob Hill)‏ (3 يوليو 1867 في المملكة المتحدة - 3 أكتوبر 1938 بردكار في المملكة المتحدة) هو لاعب كرة قدم بريطاني (وحمل سابقاً جنسية المملكة المتحدة لبريطانيا العظمى وأيرلندا) في مركز الهجوم. لعب مع شيفيلد يونايتد وغلينتوران ومانشستر سيتي ونادي دندي ونادي لينفيلد ونادي ميلوول وBrighton United F.C. ‏ وفورفار أثلتيك ‏.